# 榮夷公
榮夷公（？—？），中國西周時期諸侯國荣国國君。他在周厲王三十年（在前9世紀）以後得到厲王寵信，向周厲王提出「專利」政策（壟斷山林川澤的一切收益，禁止老百姓採樵、漁獵）。雖然大夫芮良夫批評榮夷公「好專利而不知大難」、「榮公若用，周必敗也」，但是厲王不聽，終於以榮夷公為卿士及重用他。數年後發生「國人暴動」，厲王被逼逃離鎬京。